# Barotac Nuevo
Barotac Nuevo (Filipino: Bayan ng Barotac Nuevo, Hiligaynon: Sangguniang Bayan Barotac Nuevo) ist eine Großraumgemeinde in der Provinz Iloilo auf der Insel Panay auf den Philippinen. Sie hat 54.146 Einwohner (Zensus 1. August 2015), die in 29 Barangays leben. Sie gehört zur dritten Einkommensklasse der Gemeinden auf den Philippinen und wird als teilweise urban beschrieben.
Barotac Nuevo liegt an der östlichen Küste auf der Insel Panay, an der Guimaras-Straße, der Insel Negros gegenüber. Die Hauptstadt der Provinz, Iloilo City, liegt ca. 29 km südwestlich der Gemeinde und ist von dort mit dem Bus oder Jeepney zu erreichen. Die Nachbargemeinden sind Pototan im Westen, Dumangas im Süden, Anilao und Dingle im Norden. Die Topographie der Gemeinde wird bestimmt von Flachländern und einer hügeligen Landschaft im Inselinneren. 

## Barangays
| - Acuit - Agcuyawan Calsada - Agcuyawan Pulo - Bagongbong - Baras - Bungca - Cabilauan - Cruz - Guintas - Igbong - Ilaud Poblacion - Ilaya Poblacion - Jalaud - Lagubang - Lanas | - Lico-an - Linao - Monpon - Palaciawan - Patag - Salihid - So-ol - Sohoton - Tabuc-Suba - Tabucan - Talisay - Tinorian - Tiwi - Tubungan |